# Ignácio da Silva
Ignácio da Silva Oliveira (Currais Novos, 1 de diciembre de 1996) más conocido como Ignácio, es un futbolista brasileño. Juega como defensa central y su equipo actual es el Fluminense de la Serie A de Brasil. 
Inició su carrera como jugador juvenil en el Vocem e Itapirense antes de mudarse a Rio Grande sin llegar a jugar en el primer equipo. En Brasil, jugó para Força e Luz, Santa Cruz, Bahia y Chapecoense.

## Trayectoria
Nacido en Río Grande del Norte, Ignácio jugaba como central en los club de la ciudad de Sao Paulo, Vocem Vila Operária Clube y Sociedade Esportiva Itapirense. A pesar de que aún no se convirtió en profesional se le ofreció un trato salarial que recibía en Itapirense para mudarse a Rio Grande do Norte y unirse al Força e Luz en un contrato inicial de préstamo de seis meses. 
Participó con Força un año donde ganó un título de liga y se unió al Santa Cruz adaptando su estilo de juego. Luego sería cedido al ASSU de la Série D, sin embargo después de ser eliminados de la competencia se fue a Bahía también con un contrato temporal y fue asignado inicialmente a su equipo sub-23.
Ignácio hizo su debut con el primer equipo de la Série A el 6 de octubre de 2018 en un empate 2-2 con Grêmio y poco después la institución se haría cargo de él por una tarifa del 60% de sus derechos económicos.Más tarde ganó dos títulos del Campeonato Baiano, sin embargo tras no ser frecuente en el equipo el 2020 fue cedido al C. S. A. de la Série B hasta el final de la temporada para a mediados del 2021 trasladarse al Chapecoense por medio de un acuerdo temporal.
Regresó al E. C. Bahia el 2022 ascendiendo a Primera. Ignacio fue dejado libre y en enero del 2023 emigró en busca de experiencia internacional llegando al Sporting Cristal, pedido por Tiago Nunes y jugó por primera vez una Copa Libertadores. Se instaló rápidamente anotando un gol en la segunda fase de la Copa Libertadores 2023 en una victoria 5-1 con Nacional de Paraguay, convalidando el pase a la siguiente fase y poco después a la fase de grupos donde anotó de visita al River Plate de Argentina, durante el año fue una pieza clave dentro del plantel limeño y elegido para jugar de titular en el equipo.
El 16 de julio del 2024, su representante confirma su partida al Fluminense de Brasil.

## Estadísticas

### Clubes
Datos actualizados al 4 de julio de 2025.
| Força e Luz · Brasil | 3.ª           | 2017          | 14  | 1  | -  | - | -  | - | -  | - | 14  | 1  | 0.04 |
| Força e Luz · Brasil | Total club    | Total club    | 14  | 1  | 0  | 0 | 0  | 0 | 0  | 0 | 14  | 1  | 0.04 |
| A. S. Sociedade Unida · Brasil | 2.ª           | 2018          | 6   | 0  | -  | - | -  | - | -  | - | 6   | 0  | 0.00 |
| A. S. Sociedade Unida · Brasil | Total club    | Total club    | 6   | 0  | 0  | 0 | 0  | 0 | 0  | 0 | 6   | 0  | 0.00 |
| E. C. Bahia · Brasil | 1.ª           | 2018          | 1   | 0  | -  | - | -  | - | -  | - | 1   | 0  | 0.00 |
| E. C. Bahia · Brasil | 1.ª           | 2019          | 3   | 0  | -  | - | -  | - | -  | - | 3   | 0  | 0.00 |
| E. C. Bahia · Brasil | 1.ª           | 2020          | 6   | 1  | -  | - | -  | - | -  | - | 6   | 1  | 0.00 |
| C. S. A. · Brasil | 2.ª           | 2020          | 3   | 0  | -  | - | -  | - | -  | - | 3   | 0  | 0.00 |
| C. S. A. · Brasil | Total club    | Total club    | 3   | 0  | 0  | 0 | 0  | 0 | 0  | 0 | 3   | 0  | 0.00 |
| Chapecoense · Brasil | 2.ª           | 2021          | 24  | 2  | -  | - | -  | - | -  | - | 24  | 2  | 0.15 |
| Chapecoense · Brasil | Total club    | Total club    | 24  | 2  | 0  | 0 | 0  | 0 | 0  | 0 | 24  | 2  | 0.15 |
| E. C. Bahia · Brasil | 1.ª           | 2021          | -   | -  | 8  | 0 | 2  | 0 | 1  | 0 | 11  | 0  | 0.00 |
| E. C. Bahia · Brasil | 2.ª           | 2022          | 35  | 2  | 13 | 1 | 4  | 0 | -  | - | 52  | 3  | 0.09 |
| E. C. Bahia · Brasil | Total club    | Total club    | 45  | 3  | 21 | 1 | 6  | 0 | 1  | 0 | 73  | 4  | 0.09 |
| Sporting Cristal · Perú | 1.ª           | 2023          | 31  | 3  | -  | - | -  | - | 12 | 2 | 43  | 5  | 0.17 |
| Sporting Cristal · Perú | 1.ª           | 2024          | 25  | 5  | -  | - | -  | - | 1  | 0 | 25  | 5  | 0.20 |
| Sporting Cristal · Perú | Total club    | Total club    | 56  | 8  | 0  | 0 | 0  | 0 | 13 | 2 | 68  | 10 | 0.15 |
| Fluminense F. C. · Brasil | 1.ª           | 2024          | 4   | 0  | —  | — | —  | — | —  | — | 4   | 0  | 0.00 |
| Fluminense F. C. · Brasil | 1.ª           | 2025          | 7   | 0  | 11 | 0 | 4  | 1 | 6  | 0 | 28  | 1  | 0.04 |
| Fluminense F. C. · Brasil | Total club    | Total club    | 11  | 0  | 11 | 0 | 4  | 1 | 6  | 0 | 29  | 1  | 0.03 |
| Total carrera | Total carrera | Total carrera | 154 | 14 | 32 | 1 | 10 | 1 | 20 | 2 | 211 | 17 | 0.08 |
| (1) Incluye datos del Campeonato Paulista, Campeonato Carioca, Campeonato Mineiro, Campeonato Gaucho. (2) Incluye datos de la Copa de Brasil y Copa Bicentenario. (3) Incluye datos de la Copa Sudamericana y Copa Libertadores. (4) No se consideran goles en encuentros amistosos. |               |               |     |    |    |   |    |   |    |   |     |    |      |

## Palmarés

### Campeonatos nacionales
| Competición                          | Equipo      | País   | Año  |
| ------------------------------------ | ----------- | ------ | ---- |
| Campeonato Potiguar Segunda División | Força e Luz | Brasil | 2017 |
| Campeonato Baiano                    | E. C. Bahia | Brasil | 2019 |
| Campeonato Baiano                    | E. C. Bahia | Brasil | 2020 |

### Distinciones individuales
| Distinción                                                                   | Año  |
| ---------------------------------------------------------------------------- | ---- |
| Jugador del partido vs Mamelodi Sundowns - Copa Mundial de Clubes de la FIFA | 2025 |